# Borneo

Podział polityczny Borneo

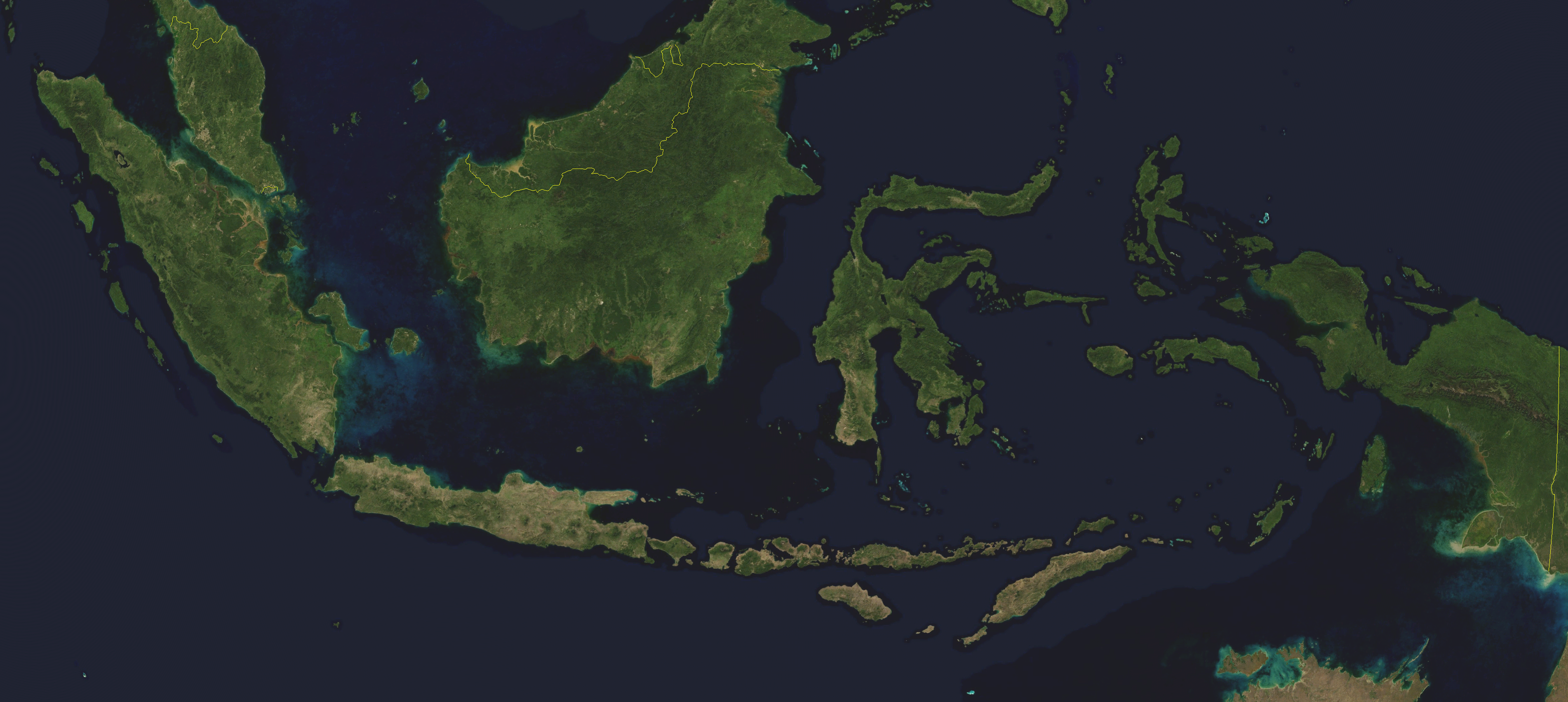
Główne wyspy Indonezji

Borneo – wyspa w Azji Południowo-Wschodniej, jedna z Wielkich Wysp Sundajskich. Największa wyspa Azji, trzecia pod względem wielkości na świecie po Grenlandii i Nowej Gwinei.
Północna część należy do Malezji. Są to stany Sarawak i Sabah. Niewielki obszar (ok. 5 tys. km²) pomiędzy Sarawakiem i Sabahem zajmuje Brunei, reszta zaś to terytorium Indonezji.
Powierzchnia 743 330 km² (dla porównania powierzchnia Polski to 312 685 km²). Wyspę porastają lasy równikowe, zamieszkane przez wiele różnych gatunków zwierząt. Do charakterystycznych dla wyspy przedstawicieli świata zwierząt należą orangutan i słoń karłowaty, podgatunek słonia indyjskiego, oba zagrożone wyginięciem.
Wyspa ma około 15,7 mln mieszkańców. Największą grupą etniczną w Sabah jest grupa Kadazan (25%).
W 2019 zdecydowano o przeniesieniu stolicy Indonezji do miasta Nusantara, które zostanie w całości wybudowane na Borneo.

## Miasta na Borneo
Ludność w 2008
- Kuching 765 430 mieszkańców
- Balikpapan 722 810 (aglomeracja 1 987 000)
- Samarinda 579 933 (II 2004)
- Kota Kinabalu 549 880 (aglomeracja 900 000)
- Sandakan 436 098
- Banjarmasin 381 187 (aglomeracja 576 413 w VI 2005)
- Tawau 349 962 (szacunkowo 2007)
- Miri 239 600
- Pontianak 233 880 (aglomeracja 517 000 w 2004)
- Sibu 228 700
- Loa Janan 218 000 (szacunkowo 2006)
- Palangkaraya 186 000 (szacunkowo 2006)
- Bandar Seri Begawan 158 110 (aglomeracja 483 000)
- Bintulu 152 000
- Banjarbaru 145 929 (VI 2005)
- Martapura 131 000
- Lahad Datu 119 938 (szacunkowo 2007)
- Bontang 118 405 (VI 2005)
- Singkawang 113 656 (VI 2005)
- Kuala Belait 98 116 (aglomeracja 245 800)
- Jerudong 94 899 (aglomeracja 140 000)

## Rzeki na Borneo
- Kapuas długość 1143 km
- Mahakam 980 km
- Barito 880 km
- Rajang 562,5 km

## Ekologia
WWF informuje, że od 1996 na Borneo odkryto 361 nowych gatunków fauny i flory. Według raportu międzynarodowej organizacji ekologicznej WWF, tylko w 2006 naukowcy odkryli na Borneo 52 nowe gatunki roślin i zwierząt. Wśród nich znalazło się: 30 gatunków ryb, 2 gatunki żab i 16 gatunków imbiru.
Większość odkryć miała miejsce w rejonie wyspy nazywanym „Sercem Borneo”. Ten górski obszar o powierzchni 220 tys. km² porasta las równikowy. Jego obszar kurczy się w zastraszającym tempie. Obecnie tylko połowę powierzchni Borneo pokrywają lasy. Jeszcze 25 lat temu równikowa puszcza zajmowała 75% obszaru wyspy.
Wylesienie Borneo:
- 1950 – ok. 90% powierzchni Borneo stanowiły lasy
- 1985 – 73,7%
- 2000 – 57,5%
- 2005 – 50,4%
- 2010 – 44,4%
- 2020 – 32,6% (prognoza)

W 2007 rządy Indonezji, Brunei i Malezji zdecydowały się na ochronę tzw. Serca Borneo, obszaru wynoszącego w przybliżeniu 220 tys. km², i na wymienionym obszarze nie będzie można prowadzić wyrębu oraz zrezygnowano z zakładania kolejnych plantacji.

## Historia
Od I wieku n.e. istniało tu państwo Indusów. W XIII wieku teren wyspy zajmowały liczne małe państwa muzułmańskie. W 1521 roku na Borneo osiedlili się Portugalczycy, wyparci następnie przez Holendrów. W 1847 roku wyspę częściowo zajęli Brytyjczycy, tworząc na pobliskiej wysepce Labuan swoją bazę. W czasie II wojny światowej, w marcu 1942 roku, wyspa została zajęta przez Japończyków. Obecnie była holenderska część wyspy to tereny indonezyjskie, a była brytyjska – malezyjskie. W grudniu 1962 roku powstała Narodowa Armia Północnego Borneo (która miała prawdopodobnie wsparcie materialne Indonezji) i przeprowadził pucz w celu obalenia sułtana – zwolennika przystąpienia do Federacji Malezyjskiej. Sułtan wezwał na pomoc Brytyjczyków stacjonujących w Singapurze i powstanie zostało szybko stłumione, a lewicowa Partia Ludowa powiązana z rebeliantami rozwiązana. Mimo likwidacji Narodowej Armii Północnego Borneo, w latach 60. na wyspie działała lewicowa partyzantka walcząca z siłami malezyjskimi i promalezyjskimi. Partyzantka wspierana była przez rząd Indonezji. W latach 1963–1966 na wyspie toczyły się działania zbrojne spowodowane konfrontacją indonezyjsko-malezyjską.